# Vulfenija
Vulfenija (lat. Wulfenia),  maleni biljni rod iz porodice Plantaginaceae Sastoji se od 4 vrste trajnica raširenih po jugoistočnoj Europi, Italiji, Turskoj i Siriji.. Rod je smješten u tribus Veroniceae.

## Etimologija
Ime roda dano je u čast Franza Xavera von Wulfena (1728–1805) , austrijskog botaničara, zoologa, mineraloga, alpinista i isusovačkog svećenika, koji je 1779. otkrio tipičnu vrstu ovog roda, W. carinthiaca.

## Vrste
1. Wulfenia baldaccii Degen; albanski endem
2. Wulfenia carinthiaca Jacq.; Austrija; Italija; Slovenija; Crna Gora; Srbija; Kosovo; Sjeverna Makedonija; Albanija. Tipična vrsta.
3. Wulfenia glanduligera (Hub.-Mor.) Surina; turski endem
4. Wulfenia orientalis Boiss.; Turska, Sirija.